# COGAS

COGAS (англ. Combined Gas and Steam,  Комбіновані газ та  пара ) - тип комбінованої морської енергетичної установки для кораблів, яка складаються з газової та парової турбін.
У цій системі парова турбіна працює, використовуючи тепло від вихлопів газової турбіни. Таким чином можна повторно використати частину енергії і зменшити витрати палива. 
Якщо турбіни не обертають вали безпосередньо, а замість цього використовується турбоелектрична трансмісія, то така система називається COGES.
На відміну від інших комбінованих систем, у системі COGAS окрема робота газової та парової турбіни хоча й можлива, але зазвичай для більшої ефективності вони працюють разом.
Не слід плутати цю систему із системою COSAG, в якій парові котли використовують традиційні мазутні котли для парової турбіни для руху на крейсерській швидкості і газову турбіну для руху на максимальній швидкості. 
Система COGAS була запропонована для використання на кораблях, що використовують лише газові турбіни, або на яких газові турбіни є основними, наприклад, ескадрені міноносці типу «Арлі Берк».
Але на даний час жоден військовий корабель не використовує цю систему.
Натомість ця система використовується на деяких сучасних круїзних суднах, наприклад, на Celebrity Millennium компанії Celebrity Cruises.
В даний час компанія BMW проводить дослідження використання системи «комбінований газ і пара» для використання в автомобілях, із використанням турбопарової системи. Вона використовує відпрацьоване тепло  з вихлопних газів у і перетворює його на пару для отримання крутного моменту, який надходить у колінчастий вал.